# Aniene
L'Aniene (dal latino Anio), un tempo detto in alcune aree anche Teverone limitatamente alla parte bassa del suo percorso, è un fiume del Lazio lungo 98,5 km, secondo maggior affluente di sinistra del Tevere dopo il fiume Nera. Il suo corso dà vita all'omonima valle.

## Il corso
Nasce sul confine tra Lazio e Abruzzo dai Simbruini (il nome di questo sistema montuoso deriva dal latino sub imbribus che significa sotto le piogge), tra le province di Roma e di Frosinone.
La piovosità del bacino e la natura carsica del territorio (costituito geologicamente da calcari fessurati) generano in queste montagne varie sorgenti perenni, alcune assai copiose che provengono in molti casi anche da molto lontano, probabilmente da zone esterne al bacino idrografico dell'Aniene e che vanno ad alimentare svariati corsi d'acqua.
Il fiume Aniene genera da due rami principali: l'Aniene propriamente detto e il Simbrivio.
- L'Aniene propriamente detto, la cui sorgente è quella più lontana dalla foce e ha il nome di Capo Aniene o Sorgente di Riglioso ed è posta a 1200 m s.l.m. sul versante meridionale del Monte Tarino (1959 m): in realtà la sorgente più copiosa (1,5 m³/s) è posta un po' più a valle presso le grotte del Pertuso, tra Filettino e Trevi nel Lazio, appunto in provincia di Frosinone.
- Il Simbrivio invece nasce a Vallepietra (RM) da una serie di sorgenti che scaturiscono dal Monte Autore (1853 m), dal Monte Tarinello e dal Monte Arsalone e confluisce da destra nell'Aniene dopo Trevi (FR). Poco prima della confluenza con il Simbrivio, l'Aniene forma le caratteristiche cascate di Trevi[2]. Alcuni affermano che esse negli anni sessanta del XX secolo fecero da ambientazione d'innumerevoli scene dei film di genere mitologico e peplum, ma si tratta di un errore, perché la location principe di tali film fu invece offerta dalle cascate del Treja.

A valle di Trevi nel Lazio il fiume scorre in una valle molto incassata ricevendo solo piccoli tributi idrici fra i quali si annovera quello della Sorgente dell'Inferniglio che gli tributa da destra presso Jenne con portate variabili da 0,1 a 1,6 m³/s. Dopo aver formato, con un'altra cascata, il laghetto di San Benedetto e avere bagnato Subiaco la valle s'allarga e giunto ad Agosta il fiume riceve parte del tributo delle copiose sorgenti dell'Acqua Claudia e dell'Acqua Marcia nel territorio di Arsoli, Agosta e Marano Equo, fin dall'epoca romana captate per la maggior parte dall'acquedotto a servizio di Roma (vedere dopo) che vi prende il nome.
Dopo il salto (160 m) della grande cascata di Tivoli (e relative e successive cascatelle visibili dalla via Palombarese), l'Aniene giunge nella pianura romana raggiungendo con andamento sinuoso il punto di confluenza con il Tevere a Roma nella zona dei Prati Fiscali nei pressi di ponte Salario, apportando una media sostanziosa di circa 31 m³/s.

## Storia ed economia
Anticamente il fiume si chiamava Parensio. Il suo nome attuale è Aniene, in latino Anio, perché secondo la leggenda Anio, re etrusco, volendo perseguitare Cetego, rapitore di sua figlia, nel passare questo fiume vi restò sommerso.

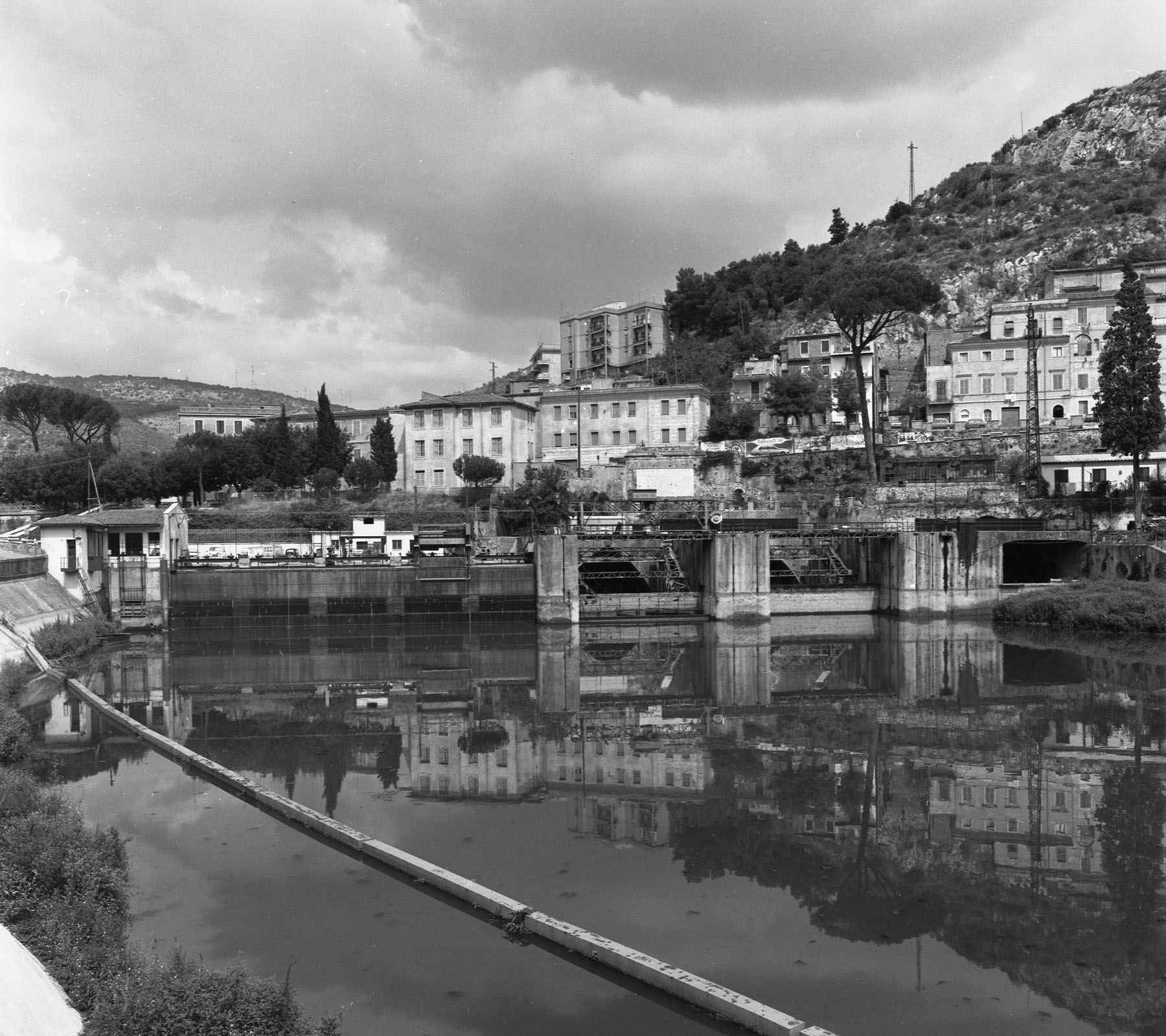
Diga sull'Aniene presso Tivoli 1981

L'abbondanza e la continuità delle acque che lo alimentano fanno dell'Aniene un fiume di buona portata, che fu infatti utilizzato fin dall'antichità per alimentare acquedotti, e successivamente come risorsa per la produzione industriale locale e per la produzione di energia elettrica.
La captazione delle acque dell'Aniene ha una lunga storia: comincia a metà del II secolo a.C. con il primo acquedotto fatto costruire (o secondo altri restaurato) dal pretore Quinto Marcio Filippo Rege, al quale fino all'età dei Claudi se ne aggiunsero altri due, sulla stessa direttrice e in alcuni punti sovrapposti o paralleli. Da qui il nome di Acqua Marcia che l'insieme di queste acque assunse e mantiene nell'approvvigionamento idrico di Roma (al quale ancora oggi contribuisce).
In età romana sorsero lungo tutta la val d'Aniene numerose ville romane, tra cui quella di Nerone a Subiaco. Nel Medioevo poi la zona divenne rifugio di popolazioni in fuga dai barbari e sede di castelli, eremi e monasteri (spesso insediati sulle antiche strutture romane), il più noto dei quali è il monastero benedettino di Subiaco.
Due eccezionali "prodotti" dell'Aniene a Tivoli sono:
- la Villa d'Este, i cui giochi d'acqua furono alimentati derivando l'acqua appunto dall'Aniene attraverso un cunicolo artificiale;
- la Villa Gregoriana, recentemente restaurata dal Fondo per l'Ambiente Italiano, tipico e poco noto esempio di giardino romantico.

La varietà della conformazione geologica del percorso e la presenza di diversi salti hanno fatto sì che l'Aniene fin dal 1884 sia stato utilizzato per la produzione di energia elettrica (il che diede luogo nel secolo scorso ad un notevole sviluppo industriale nelle città di Subiaco e di Tivoli).

### Antiche leggende
La mitologia parla di un'antica leggenda dove come protagonista vi è Catillo, un ragazzo originario dell'Arcadia, nell'Antica Grecia, figlio di Anfiarao e padre di Tiburto, Coras e Catillo Jr. (leggendari fondatori di Tivoli assieme al padre): questi rapisce la figlia di Anio, di cui si era invaghito, e la porta con sé su un monte lì vicino. Egli cerca di approfittare di lei, ma interviene il padre della ragazza che, vista la scena, tenta di oltrepassare il fiume per raggiungerla: purtroppo viene trascinato via dalle acque e muore. Catillo e la ragazza, che erano ancora sul monte, vengono attirati da un bagliore: appare loro lo spirito di Anio che porta in salvo la fanciulla e abbandona lo sciagurato sul monte che da lui prese il suo nome. Il suo spirito rimase intrappolato in quel luogo, mentre il fiume viene chiamato Aniene in onore di Anio .

## L'Aniene oggi

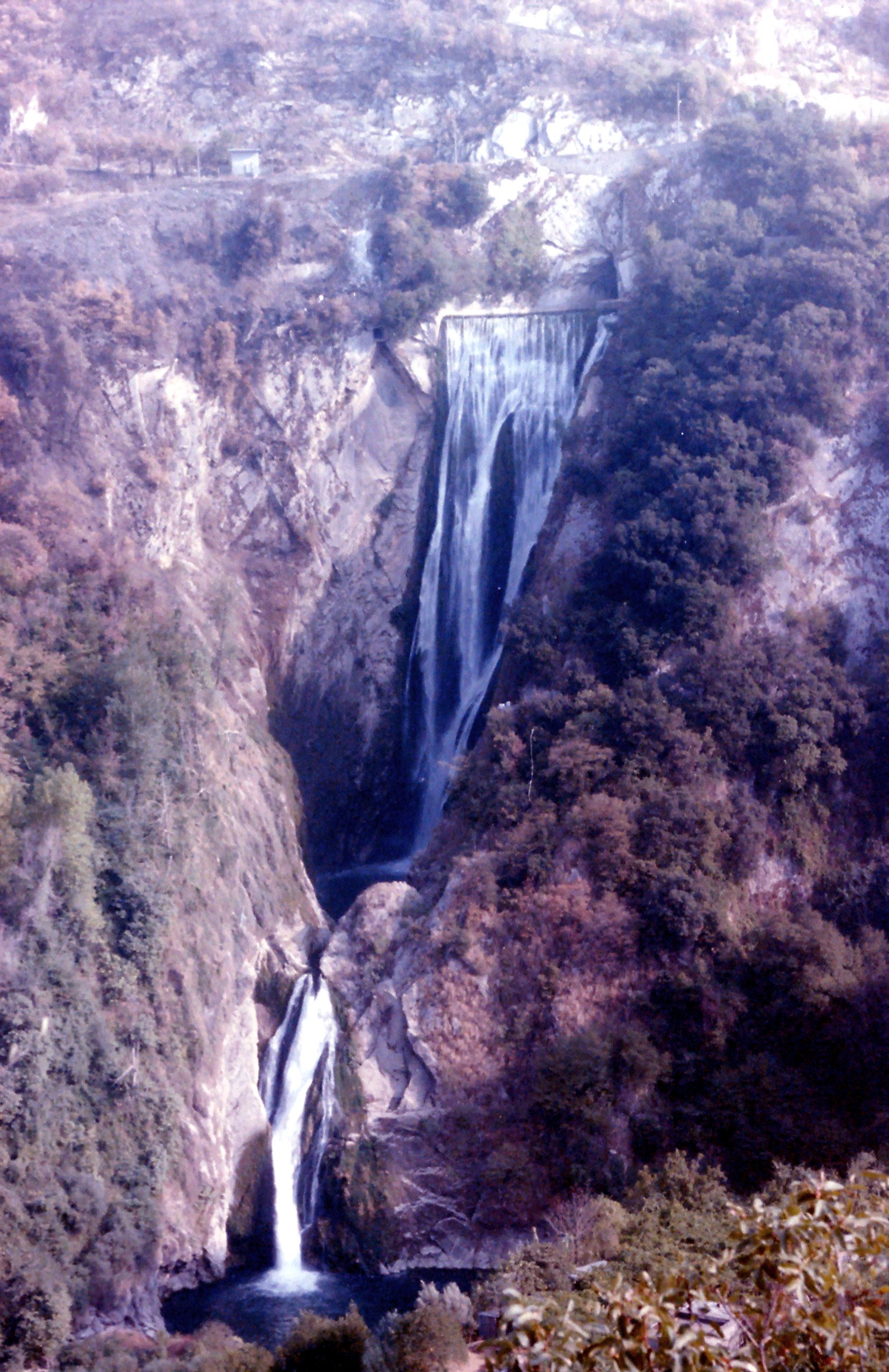
La cascata dell'Aniene a Tivoli

La struttura amministrativa che oggi collega i comuni lungo l'alta valle dell'Aniene è la Comunità montana Valle dell'Aniene e comprende 33 comuni:
- Affile, Agosta, Anticoli Corrado, Arcinazzo Romano, Arsoli, Bellegra, Camerata Nuova, Canterano, Cerreto Laziale, Cervara di Roma, Cineto Romano, Gerano, Jenne, Licenza, Mandela, Marano Equo, Olevano Romano, Percile, Riofreddo, Rocca Canterano, Rocca Santo Stefano, Roccagiovine, Roiate, Roviano, Sambuci, Saracinesco, Subiaco, Tivoli, Vallepietra, Vallinfreda, Vicovaro, Vivaro Romano.

La chiusura tra gli anni settanta e ottanta di quasi tutte le industrie a monte non ha forse giovato all'economia locale, ma ha fatto sì che nel fiume, che nel secolo scorso le industrie (in particolare cartiere) avevano pesantemente inquinato, sia ricomparsa la fauna tipica dei fiumi sani come trote e gamberi di fiume.
La totale riconversione economica della conurbazione romana verso il settore commerciale e dei servizi e la nuova sensibilità ambientale hanno favorito l'istituzione e la cura di aree protette anche nella zona urbana.